# SUD-Salon Urbain de Douala
SUD-Salon Urbain de Douala è festival di arte pubblica organizzato dal 2007 con cadenza triennale a Douala in Camerun e promosso dall'organizzazione culturale doual'art.

## Storia
Nel 2005 durante il simposio Ars&Urbis organizzato da doual'art sul tema della relazione tra arte e trasformazioni urbane, viene annunciato il progetto di organizzare un evento triennale dal titolo SUD-Salon Urbain de Douala. doual'art chiede la collaborazione dei partecipanti al simposio nel sostenere l'evento e nel contribuire alla sua organizzazione. I temi affrontati durante l'incontro diventano oggetto di un numero dedicato della rivista italiana "Africa e Mediterraneo".
Alla fine del 2005 viene avviata a Rotterdam e poi ufficialmente registrata nel 2006 la Fondazione iStrike che collabora come ufficio internazionale di doual'art per l'organizzazione della prima edizione di SUD-Salon Urbain de Douala del 2007. iStrike e doual'art organizzano insieme la programmazione dell'evento e il workshop Ars&Urbis che si svolge a Douala a marzo 2007. Il SUD-Salon Urbain de Douala del 2007 apre le porte come previsto a dicembre 2007 con il sostegno tra gli altri di Ars Collaboratory, Fondazione Mondriaan, Fondo Prince Claus.
Nel 2008 viene scelto il tema dell'acqua che caratterizzerà il programma e le opere prodotte per SUD-Salon Urbain de Douala 2010. Collegati al tema vengono avviati nello stesso anno i Liquid Projects. Nel 2009 si svolge l'incontro curatoriale Ars&Urbis al termine del quale viene nominato Simon Njami curatore generale di SUD 2010. A dicembre 2010 si svolge la seconda edizione di SUD-Salon Urbain de Douala.

## Organizzazione
Il SUD-Salon Urbain de Douala è strutturato in un programma triennale che produce opere site-specific effimere e permanenti collocate in diversi quartieri della città di Douala. Il programma coinvolge tutte le attività dell'organizzazione doual'art, è ciclico e comprende gli incontri di riflessione teorica Ars&Urbis, delle residenze di artisti e il festival SUD-Salon Urbain de Douala che ha l'obiettivo di inaugurare e dare visibilità alle opere artistiche prodotte a Douala.

## Ars&Urbis
- Simposio Ars&Urbis, organizzato nel 2005. Il simposio è il primo incontro dedicato alla riflessione teorica sull'interazione tra arte e trasformazioni urbane. Coinvolge Remy Bazenguissa-Ganga, Hervé Béchy, Odile Blin, Danièle Diwouta-Kotto, N'Goné Fall, Goddy Leye, Dominique Malaquais, Philippe Mouillon, Alphaeus Mvula, Joseph Owona Ntsama, Iolanda Pensa, Oumar Sall, Abdoumaliq Simone, Béatrice Simonet, Mamadou Jean-Charles Tall, Nigel Tapela, William Wells, Sue Williamson e Águida Zanol[1].
- Workshop Ars&Urbis, organizzato nel 2007. Il workshop si focalizza sulla produzione di documentazione e interpretazioni della città di Douala. Coinvolge artisti, intellettuali, giornalisti e ricercatori: Vincent Assiga, Lucia Babina, Edgar Cleijne, Sandrine Dole, Dodji Efoui, Jacques Epangue, Emiliano Gandolfi, Christian Hanusseck, AchilleKà, Abdellah Karroum, Aser Kash, Joë Kessy, Koko Komégné, Goddy Leye, Salifou Lindou, Lionel Manga, Aretha Louise Mbango, Same Mbongo, Alioum Moussa Jongma, Zayd Minty, Cheuping Njoya, Giulia Paoletti, Iolanda Pensa, Joseph Francis Sumégné, Kamiel Verschuren, Alexander Vollebregt, Jules Wokam, Hervé Yamguen e Hervé Youmbi.
- Incontro curatoriale Ars&Urbis, organizzato nel 2009. L'incontro è strutturato in una serie di conferenze e visite ai diversi quartieri della città. Coinvolge Martin Barlow, Adeline Chapelle, Marilyn Douala Bell, Michèle Ebongue, Martin Fouda, Eungie Joo, Kinsey Katchka, Mauro Alessandro Lugaresi, Lionel Manga, Benoît Mangin, Danièle Moudeke, Simon Njami, Iolanda Pensa, Olivier Priso, Jérôme Sans, Didier Schaub, Paulin Tchuenbou e Jean Yango.

## Il festival SUD-Salon Urbain de Douala

### SUD-Salon Urbain de Douala, prima edizione 2007
La prima edizione di SUD-Salon Urbain de Douala si è svolta a Douala dal 9 al 16 dicembre 2007 e viene promossa da doual'art in collaborazione con la Fondazione iStrike. Il festival produce performance, installazioni e opere permanenti.
Le performance prodotte sono
- Bend Skins di Philippe Mouillon e Lionel Manga
- Le Zebu de Douala di Lucas Grandin
- Fantasia Urbaine di Pascale Marthine Tayou
- Ring del Collectif Autodafé

Le installazioni prodotte sono
- Black Bodies Swinging di Michèle Magema
- Les Néons d'Amour di Hervé Yamguen
- Les 9 notables di Joseph Francis Sumégné

Le opere permanenti sono
- L'Arbre à Palabres di Frédéric Keiff
- Sud-Obélisk di Faouzi Laatiris
- Paï di Baby Kouo Eyango
- La Nouvelle Liberté (completamento dell'opera) di Joseph Francis Sumégné
- Nje Mo Ye di Koko Komégné

#### Conferenze e documentazione
La documentazione dell'evento è affidata al lavoro preparatorio realizzato durante il workshop Ars&Urbis e alla pubblicazione Douala in Translation che viene presentata durante l'apertura del festival. La prima edizione di SUD 2007 è presentata sul sito del Popolo Sawa in un'intervista a Marilyn Douala Bell.

### SUD-Salon Urbain de Douala, seconda edizione 2010
La seconda edizione di SUD-Salon Urbain de Douala si svolge a Douala dal 4 all'11 dicembre 2010. È promossa da doual'art, in collaborazione con ICU-International Collaborative Urban art projects. Il curatore generale è Simon Njami affiancato da Elvira Dyangani, Koyo Kouoh e Didier Schaub. Il logo è realizzato dalla designer Sandrine Dole. Rispetto alla prima edizione, SUD 2010 ruota intorno ad un unico tema, l'acqua, e si concentra in particolare sulla realizzazione di opere permanenti e di interventi che coinvolgono per un lungo periodo quattro quartieri della città di Douala attraverso i Liquid Projects.

#### Liquid Projects
I Liquid Projects sono una serie di iniziative e di opere d'arte prodotte da cinque artisti di Douala all'interno dei loro stessi quartieri. La realizzazione delle opere coinvolge per oltre due anni la comunità e in particolare i giovani dei quartieri. Un giornale realizzato in collaborazione con i partecipanti segue passo a passo tutta la realizzazione.
- Aser Kash lavora nel quartiere di Cité-Sic per produrre l'opera Corps d'eau
- Salifou Lindou lavora nel quartiere di Bonamouti per produrre l'opera Face à l'eau
- Hervé Yamguen lavora nel quartiere di New-Bell per produrre l'opera Les mots écrits de New Bell
- Hervé Youmbi lavora nel quartiere di Bonapriso per produrre l'opera Pirogue Celeste

#### Installazioni e video
Durante la seconda edizione di SUD vengono prodotte una serie di installazioni site-specific realizzate in specifici quartieri della città.
- Jengu Project Work in Progress: Do It Yourself e United Sources of Douala di Bili Bidjocka
- Aliette Cosset, Isabel Forner e Sylvain Ohl hanno realizzato la proiezione su schermo d'acqua Comme deux gouttes d'eau (come due gocce d'acqua) installata nel cosiddetto sito Base Elf.
- Parcours liquide di Christina Kubisch
- On fait ensemble di Ato Malinda, video
- Kadder Attia ha realizzato a Douala il video  Sans titre.
- Mariela Borello ha realizzato a Douala il video Le poids de ma soif (il peso della mia sete), proiettato nel quartiere di Bonakouamouang.

#### Opere permanenti
Oltre alle opere realizzate all'interno di Liquid Projects da Aser Kash (Corps d'eau) e Salifou Lidou (Face à l'eau), vengono prodotte durante la seconda edizione di SUD altre opere permanenti.
- Well di Loris Cecchini, quartiere New-Bell Ngangue
- Le jardin sonore de Bonamouti di Lucas Grandin, quartiere Bonabouti
- Ghorda #7 Younès Rahmoun all'interno della mangrovia, lungo il fiume Wouri.
- La Colonne Pascale di Pascale Marthine Tayou, Incrocio Shell New-Bell (Carrefour Shell New-Bell).
- Oasis di Tracey Rose, quartiere New-Bell Ngangue
- Diving in deep di Ties Ten Bosch, quartiere Ndogpassi 3
- Philippe Aguirre presenta il modellino e progetto di Source per un'opera permanente nel quartiere di Ndogpassi 3.
- New Walk Ways di Kamiel Verschuren, quartiere New-Bell Ngangue

Sempre durante SUD viene creato all'interno di doual'art un internet caffè e all'esterno uno spazio ristorazione realizzato da Kamiel Verschuren, Calanne Moroney e Bart-Jan Hooft (Fondazione Raw), Kaleb de Groot.

#### Conferenze e documentazione
Il programma di conferenze è focalizzato sul tema dell'acqua, al centro di SUD 2010, e sulla pianificazione di SUD 2013 che prevede di concentrarsi sull'architettura e in particolare sulla riconversione del porto di Douala. Contribuiscono alla documentazione dell'evento molti degli ospiti presenti durante la manifestazione, tra i quali il fotografo Lard Buurman, l'artista Roberto Paci Dalò.
Recensiscono l'evento Maud de la Chapelle su Africultures. Il festival è documentato a partire da aprile 2010 nel blog dell'evento All about the SUD 2010 realizzato da doual'art in collaborazione con ICU art projects e curato da Xandra Nibbeling. L'evento è annunciato anche su AfricaTimesNews.